# 帕特里西奥·科尔内霍
帕特里西奥·科尔内霍（英語：Patricio Cornejo，1944年6月6日—），智利男子网球运动员。他曾在1974年美国网球公开赛搭档同胞海梅·菲略尔获得男子双打亚军。他于1983年退役。